# Lindy Hemming
Pour les articles homonymes, voir Lindy et Hemming.
Lindy Hemming est une créatrice de costumes pour le cinéma, née le 21 août 1948  dans le Carmarthenshire, au Pays de Galles.

## Biographie
Lindy Hemming a créé des costumes pour plusieurs productions cinématographiques, notamment les deux volets de la série Tomb Raider sortis en 2001 et 2003, cinq films de la série James Bond (les 4 épisodes avec Pierce Brosnan et Casino Royale (2006) ), les films de la trilogie Batman de Christopher Nolan ou encore le film Harry Potter et la Chambre des secrets (2002).
En 2000, Lindy Hemming a reçu l'Oscar de la meilleure création de costumes pour le film Topsy-Turvy de Mike Leigh.

## Filmographie
- 1985 : My Beautiful Laundrette de Stephen Frears
- 1990 : Les Frères Krays de Peter Medak
- 1991 : Hear My Song de Peter Chelsom
- 1994 : Quatre mariages et un enterrement de Mike Newell
- 1995 : GoldenEye de Martin Campbell
- 1997 : Demain ne meurt jamais de Roger Spottiswoode
- 1999 : Le monde ne suffit pas de Michael Apted
- 2000 : Les Larmes d’un homme de Sally Potter
- 2001 : Lara Croft: Tomb Raider de Simon West
- 2002 : Harry Potter et la Chambre des secrets de Chris Colombus
- 2002 : Meurs un autre jour de Lee Tamahori
- 2003 : Lara Croft: Tomb Raider, le berceau de la vie de Jan de Bont
- 2005 : Batman Begins de Christopher Nolan
- 2006 : Casino Royale de Martin Campbell
- 2008 : The Dark Knight : Le Chevalier noir de Christopher Nolan
- 2010 : Hors de contrôle de Martin Campbell
- 2010 : Le Choc des Titans de Louis Leterrier
- 2012 : The Dark Knight Rises (L’Ascension du Chevalier Noir) de Christopher Nolan
- 2014 : Paddington de Paul King
- 2017 : Wonder Woman de Patty Jenkins
- 2019 : Wonder Woman 1984 de Patty Jenkins
- 2023 : Wonka de Paul King